# Panaria Film
Panaria Film est une société de production cinématographique créée en 1947 par Francesco Alliata, Renzo Avanzo (it) et Fosco Maraini qui a perduré jusqu'en 1956.

## Histoire
La Panaria Film est une maison de production cinématographique fondée en Sicile en 1947 par le noble sicilien Francesco Alliata de Villafranca.
En 1946, Alliata décide avec son cousin Quintino di Napoli et ses amis Giovanni Mazza, Pietro Moncada di Paternò, Renzo Avanzo et Fosco Maraini, de réaliser une série de courts métrages sous-marins en 35 mm dans les îles Eoliennes, en utilisant du vieux matériel récupéré aux États-Unis et en le modifiant afin de le rendre étanche. Ce tournage sous-marin innovant pour l'époque est le premier mondial,. Le premier tournage est Cacciatori sottomarini produit par Francesco Alliata avec le concours technique du plongeur sous-marin Giovanni Mazza. Les films tournés à l'époque restent uniques pour les archives du cinéma documentaire et l'aventure des quatre entrepreneurs reste une des pages remarquables du cinéma italien.
Par la suite,  Roberto Rossellini s’intéresse à la société et ainsi l'activité de « Panaria Film » évolue vers le cinéma traditionnel en produisant entre autres le film Vulcano avec Anna Magnani et Le Carrosse d'or de Jean Renoir toujours avec Anna Magnani, produisant un des premiers films en couleur du cinéma européen.
Les documentaires Scilla e Cariddi et Tonnara ont été récompensés au Festival de Locarno et à la Mostra de Venise de 1948 ainsi qu'à l'Edinburgh International Film Festival en 1950.
La société ferme pour raisons économiques en 1956.
Un documentaire a été consacré au prince Alliata.

## Filmographie

### Documentaires
- Cacciatori sottomarini
- Scilla e Cariddi
- Tonnara
- Bianche Eolie
- Isole di cenere

### Films

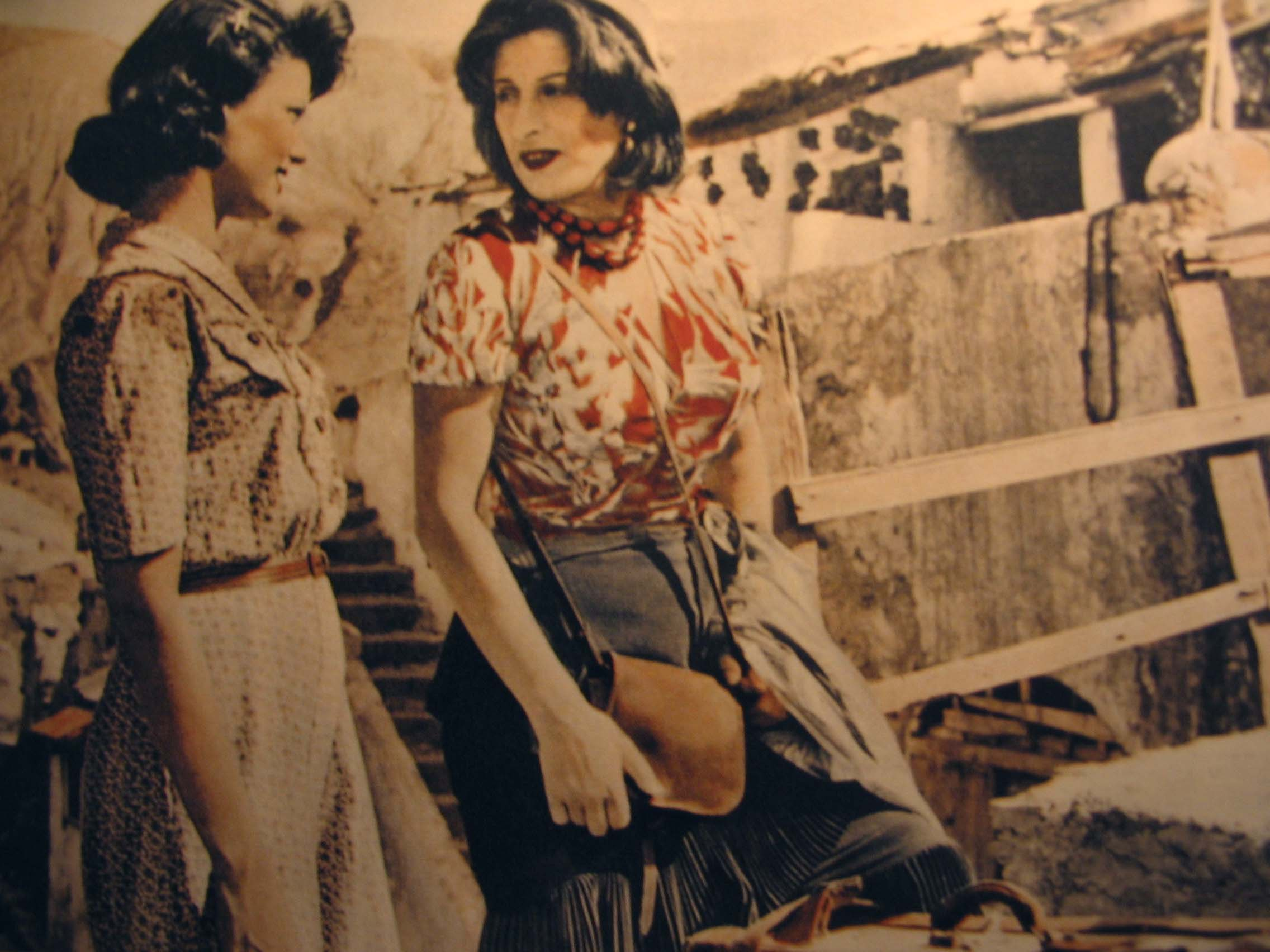
Anna Magnani dans le film Vulcano produit par Panaria Film

- 1950 : Vulcano de William Dieterle
- 1952 : Le Carrosse d'or de Jean Renoir
- 1952 : À la pointe de l'épée (A fil di spada) de Carlo Ludovico Bragaglia
- 1952 : Cour martiale (Il segreto delle tre punte) de Carlo Ludovico Bragaglia
- 1955 : Le Village magique de Jean-Paul Le Chanois
- 1955 : Agguato sul mare de Pino Mercanti

### Documentaires
- (it) In ricordo di Francesco Alliata: I ragazzi della Panaria de Nello Correale, Italie, 2004, 52'